# LuFisto
Genevieve Goulet (nacida el 15 de febrero de 1980) es una luchadora profesional canadiense conocida bajo el nombre de LuFisto. Goulet es muy conocida por competir en Shimmer Women Athletes, además de aparecer en Shine Wrestling, Women Superstars Uncensored, Asistencia Asesoría y Administración, Combat Zone Wrestling y en el circuito independiente.
Goulet ha sido una vez Campeona Iron Women de CZW.

## Carrera

### Circuito independiente (1997-presente)
LuFisto comenzó a entrenar cuando tenía 17 años en su ciudad natal de Sorel-Tracy, Quebec. El 23 de junio de 1997, hizo su debut en St-Leonard-d'Aston, Quebec, bajo el nombre de Lucifer. Luego se mudó a Montreal, donde se unió a RWR y Northern Championship Wrestling (NCW). Su primer viaje a los Estados Unidos fue en 1998, luchando por Eastern Township Wrestling Alliance, donde modificó su nombre a Lucy Fer.
A finales de 1998, se unió a la Eastern Wrestling Alliance bajo el nombre de Luscious Lucy como "ayuda de cámara" Steve Ramsey. También comenzó a aparecer en los espectáculos de Green Mountain Wrestling en Vermont en este momento. A mediados de 1999, trabajando para International Wrestling 2000 en Quebec, The Mountie Jacques Rougeau cambió su nombre a Precious Lucy. En EWA, ella se asoció con Mark "Jaguar" Nugera y el gerente Joshua Shea para formar Partners in Crime en muchos combates mixtos de parejas e individudales. Precious Lucy también se convirtió en la primera mujer en Quebec en ganar un campeonato masculino en ICW, derrotando a Serge Proulx por el Campeonato Provincial de ICW. Aquí también es donde desarrolló su estilo hardcore.
En 2002, bajo el nombre de LuFisto, que fue reservado para estar presente en el evento principal de Blood, Sweat N'Ears en un duelo que tuvo luchador incondicional Bloody Bill Skullion. La Comisión de Atletismo de Ontario, citando una regulación que impedía a las mujeres y los hombres luchar entre sí, amenazó con retirar la licencia para el evento. Esto esencialmente prohibió a LuFisto luchar en Ontario. Ella presentó una queja ante la Comisión de Derechos Humanos de Ontario. El 26 de febrero de 2006, la OHRC informó a LuFisto que habían convencido a la OAC para que dejara el reglamento. Posteriormente, la OAC eliminó la gran mayoría de las regulaciones que afectan la lucha profesional en Ontario, una medida que eliminó gran parte de la burocracia que sofoca la lucha independiente en la provincia. LuFisto luego trabajó principalmente para la promoción NWA Quebec Pro Wrestling de la National Wrestling Alliance, donde es entrenadora principal (junto con Dru Onyx) de su escuela de lucha, Onyx y LuFisto's Torture Chamber.
LuFisto también trabajó para Combat Zone Wrestling, donde, el 12 de agosto de 2006 en Filadelfia, se convirtió en la primera Campeona Femenina de Iron Man de la CZW, asegurando que Kevin Steen ganara el título. El 29 de octubre de 2006, ganó el Torneo Stranglehold Wrestling Death Match, el primer torneo deathmatch en Canadá. En la primera ronda, ella derrotó al Juggulator; en la segunda ronda, derrotó a Skullion en un combate de lighttube, y derrotó a Necro Butcher en la final para ganar el torneo. El 9 de diciembre, después de una pelea en el evento CZW Cage of Death, se convirtió en la primera mujer en luchar dentro del combate Cage of Death cuando se sumó en el último minuto en un combate que también involucró a Zandig, Nick Gage, y Lobo, Gage ganaría la lucha inmovilizando a Zandig.
Sin embargo, el 8 de enero de 2007, anunció en su sitio web un posible retiro debido a un problema de espalda y que estaría perdiendo el Campeonato Iron Man de CZW. Ella hizo su primera aparición en un ring de lucha libre desde su lesión el 13 de abril de 2007, para la Asociación de Lutte Féminine (ALF) en Montreal, como árbitro especial en un partido para el Campeonato ALF entre el campeón Stefany Sinclair y Kacey Diamond. El 22 de septiembre de 2007, LuFisto regresó a IWS en Blood, Sweat and Beers en el que perdió un combate contra Damian.

### Shimmer Women Athletes (2006-presente)
LuFisto debutó en Shimmer Women Athletes el 24 de octubre de 2006 en Berwyn, Illinois. Ella perdió en su primera lucha con Mercedes Martínez, pero regresó y ganó su segundo lucha contra Allison Danger. El 5 de julio de 2008, regresó a Shimmer en las grabaciones de los Volúmenes 19 y 20, derrotando a Rain en el Volumen 19 y perdiendo ante la animadora Melissa en un combate que ganó una ovación de la audiencia en el Volumen 20. El 19 de octubre de 2008, se unió a Jennifer Blake como las Suicide Blondes para participar en el Shimmer Tag Team Championship Gauntlet Match. Pudieron eliminar a los NINJA canadienses de Portia Pérez y Nicole Matthews, pero se quedaron cortos contra The International Home Wrecking Crew of Rain y Jetta. Como parte del Volumen 22, LuFisto fue capaz de derrotar a Wesna Busic en un International Wildcard Dream Match.

### Asistencia Asesoría y Administración (2013)
El 21 de febrero de 2013, la empresa mexicana Asistencia Asesoría y Administración (AAA) anunció que LuFisto había firmado con la compañía. Hizo su debut el 1 de marzo, derrotando a Cynthia Moreno para avanzar a la final de un torneo para el Campeonato Reina de Reinas de AAA. El 17 de marzo en Rey de Reyes, LuFisto fue derrotada por Faby Apache en una final de torneo de eliminación, que también incluyó a Mari Apache y Taya.

### Shine Wrestling (2013-presente)
LuFisto hizo su debut en Shine Wrestling en Shine 7 el 22 de febrero de 2013, siendo derrotada ante Ivelisse Vélez después de una distracción externa de Made in Sin (Allysin Kay y Taylor Made). El 13 de enero de 2017, en Shine 40, Lufisto ganó el Shine Championship en un Triple Threat Match contra Allysin Kay y Mercedes Martinez.
LuFisto abandonó el Shine Championship el 26 de junio de 2018 por razones de salud.

## Campeonatos y logros
- All-Star Wrestling
  - ASW Canadian Championship (1 vez)[11]

- Alpha Omega Wrestling
  - AOW Women's Championship (1 vez)

- Association de Lutte Féminine
  - ALF Championship (1 vez)
  - Sherri Memorial Cup Tournament (2007) – con El Generico
  - ALF Quebec Female Wrestling Hall of Fame

- Atomic Championship Wrestling
  - ACW Heavyweight Championship (1 vez)

- Combat Zone Wrestling
  - CZW Iron Man Championship (1 vez)
  - CZW Hall of Fame (2019)

- Evolution of Wrestling
  - Super 8 Women Tournament Championship (2005)

- Independent Wrestling Association Mid-South
  - IWA Mid-South Queen of the Deathmatch tournament (2007)

- Inter-Championship Wrestling
  - ICW Olympic Championship (1 vez, actual)
  - ICW Provincial Championship (2 veces)
  - Queen Of The Deathmatches Tournament (2007)

- Jersey All Pro Wrestling
  - JAPW Women's Championship (1 vez, actual)

- La Lutte C Vrai
  - La Lutte C Vrai Championship (1 vez, actual)

- Lucha Libre Feminil
  - LLF Extreme Championship (1 vez)

- Lucha Promotion Original Pro-Lucha
  - POP Women's Championship (1 vez)[12]

- Northern Championship Wrestling
  - NCW International Femmes Fatales Championship]] (2 veces)[13]
  - NCW Femmes Fatales Championship Tournament (2010)

- North Shore Pro Wrestling
  - NSPW Championship (1 vez)

- Slam Angels Wrestling
  - SAW World Championship (1 vez)
- Stranglehold Wrestling
  - King of the Deathmatches (2006)

- Shine Wrestling
  - Shine Championship (1 vez)[14]

- Ultimate Wrestling Alliance
  - UWA Cruiserweight Championship (1 vez)

- Women Superstars Uncensored
  - WSU World Championship (1 vez)

- Pro Wrestling Illustrated
  - Situada en el Nº45 en los PWI Female 50 de 2008[15]
  - Situada en el Nº30 en los PWI Female 50 de 2009[16]
  - Situada en el Nº33 en los PWI Female 50 de 2010[17]
  - Situada en el Nº19 en los PWI Female 50 de 2011[18]
  - Situada en el Nº17 en los PWI Female 50 de 2012[19]
  - Situada en el Nº21 en los PWI Female 50 de 2013[20]
  - Situada en el Nº5 en los PWI Female 50 de 2014[21]
  - Situada en el Nº15 en los PWI Female 50 de 2015[22]
  - Situada en el Nº30 en los PWI Female 50 de 2016[23]
  - Situada en el Nº14 en los PWI Female 50 de 2017[24]
  - Situada en el Nº34 en el PWI Female 100 en 2019
  - Situada en el Nº35 en el PWI Female 100 en 2020.